# Babaj Boks
Babaj i Bokës en albanais et Babaj Boks en serbe latin (en serbe cyrillique : Бабај Бокс) est une localité du Kosovo située dans la commune/municipalité de Gjakovë/Đakovica, district de Gjakovë/Đakovica (Kosovo) ou de Gjakovë (Kosovo). Selon le recensement kosovar de 2011, elle compte 595 habitants, dont une majorité d'Albanais.
En 2011, le hameau de Qerret, autrefois intégré à Babaj i Bokës/Babaj Boks, a été recensé à part ; il comptait 6 habitants, tous albanais,.

## Histoire
Sur le territoire du village se trouve un tumulus abritant des vestiges couvrant une époque allant de la Préhistoire au Moyen Âge ; le site est proposé pour une inscription sur la liste des monuments culturels du Kosovo. Dans le village se trouve également un turbe datant du XVIIIe siècle, lui aussi proposé pour un classement sur la liste kosovare.

## Démographie

### Évolution historique de la population dans la localité
| 1948 | 1953 | 1961 | 1971 | 1981 | 1991 | 2011 |
| ---- | ---- | ---- | ---- | ---- | ---- | ---- |
| 404  | 423  | 474  | 575  | 700  | 742  | 595  |

|  |